# 菅原大吉
菅原 大吉（すがわら だいきち、1960年4月14日 - ）は、日本の俳優である。本名は菅原 裕謹（すがわら ひろのり）。宮城県加美郡加美町出身。
アルファエージェンシー所属。妻はピンクの電話の竹内都子。

## 人物
加美町立中新田中学校、宮城県古川高等学校卒業。「東京に出たいから」との理由から大学を中退して上京。
演出家・劇作家の水谷龍二作・演出の舞台に多数出演している。
妻と一緒になるきっかけである劇団七曜日内での愛称は「仙台」、あだ名は「せんちゃん」。
学生時代には地元のデパートにて屋上イベントの司会等のアルバイトをしていた。
実家は加美町で米粉を扱う製菓原料製造販売の菅原商店を経営しており、地元テレビ局の『ウォッチン!みやぎ』（東北放送）や『OH!バンデス』（ミヤギテレビ）などで同社の米粉を使った料理が紹介されている。また、義理の姉（実兄の妻）はブログで大吉と竹内の出演情報を度々掲載し、家族からは「ヒロノリおんちゃん」と呼ばれていることも明かしている（東北弁で「おんちゃん」は「おじさん（叔父さん）」という意味）。
趣味はディンギー、スキューバダイビング、釣りなどのマリンスポーツ。

## 出演

### テレビドラマ

#### NHK
- クライマーズ・ハイ（2005年12月10日・17日） - 久慈進 役
- マチベン 第2話「依頼人を裏切れますか?」（2006年4月15日） - 梶原正敏 役
- ハゲタカ（2007年） - 大河内真也 役
- 君たちに明日はない（2010年）
- 鉄の骨（2010年） - 岸原薫 役
- 下流の宴（2011年） - 宮城悠太 役
- 真珠湾からの帰還（2011年） - 原田覚 役
- 連続テレビ小説
  - あまちゃん（2013年） - 今野あつし 役
  - まんぷく（2018年） - 増岡丈治 役
  - エール（2020年） - 大河原隆彦　
  - おかえりモネ（2021年） - 太田滋郎
  - らんまん（2023年） - 豊治 役
- ライドライドライド（2014年、NHK BSプレミアム） - 上川正則 役
- ダークスーツ（2014年） - 羽柴浩伸 役
- リキッド〜鬼の酒 奇跡の蔵〜（2015年、NHK BSプレミアム） - 荒木 役
- ふれなばおちん（2016年、NHK BSプレミアム） - 小牧亘 役 [8]
- 獄門島（2016年） - 荒木真喜平 役
- 大河ドラマ
  - おんな城主 直虎（2017年） - 鈴木重時 役
  - 青天を衝け（2021年） - 伊達宗城 役
- 我が家の問題 第3回「初めての里帰りに悩む妻」（2018年） - 佐竹孝彰 役
- やけに弁の立つ弁護士が学校でほえる（2018年） - 曽根崎啓介 役
- マリオ〜AIのゆくえ〜（2018年、NHK BSプレミアム） - 糸魚川医師 役
- 小吉の女房（2018年、NHK BSプレミアム） - 斎藤監物 役
- あなたのそばで明日が笑う（2021年） - 克彦 役
- 正義の天秤 Season2 第3回（2023年5月20日） - 坂井格 役
- エンジェルフライト 国際霊柩送還士（2024年6月9日 - 7月14日、NHK BSプレミアム） - 井村将司 役
- 水平線のうた（2025年） - 佐々木 役[9]

#### 日本テレビ
- 小さな運転士 最後の夢（2005年） - 産婦人科医 役
- 1ポンドの福音（2008年） - 三品紀子の父 役
- 日本史サスペンス劇場（2009年） - 井芹経平 役
- アイシテル〜海容〜（2009年） - 山田先生 役
- 黄金の豚-会計検査庁 特別調査課-（2010年） - 柴田修 役
- 探偵・日暮旅人 第1話「匂い・感情が目で視える探し物探偵…瞳が青く輝き事件解決!」（2017年1月22日） - 植村義郎 役
- コントが始まる - 高岩邦広 役
  - 第3話「奇跡の水」（2021年5月1日）
  - 第6話「金の斧銀の斧」（2021年5月22日）
  - 最終話「引っ越し」（2021年6月19日）
- 火曜サスペンス劇場
  - 刑事・鬼貫八郎6（1996年） - 松崎幸一郎 役
  - 小京都ミステリー20（1997年） - 黒田巡査長 役
  - 警部補 佃次郎13（2001年） - 大崎武史 役
  - 女検事・霞夕子22（2004年） - 乾警部 役

#### TBS
- ぽっかぽか（1994 - 1996年） - 八木重雄 役
- 白い影（2001年）
- ハンドク!!! 第3話（2001年10月24日） - 小出 役
- ぼくが地球を救う（2002年） - 小金井勉 役
- 高校教師（2003年） - 宮田光次 役
- タイガー&ドラゴン（2005年） - 保 役
- 3年B組金八先生 第7シリーズ（2005年） - 中澤雄介 役
- 吾輩は主婦である（2006年） - 拓海源太郎 役
- 華麗なる一族（2007年）
- Around40〜注文の多いオンナたち〜 （2008年） - 森岡店長 役
- 官僚たちの夏（2009年） - 榊正造 役
- スマイル（2009年） - 山本社長 役
- アザミ嬢のララバイ（2010年） - 安運転手 役
- 水戸黄門 第42部 第20話「温泉宿の印籠泥棒! -碓氷峠-」（2011年3月7日） - 白井将監 役
- 専業主婦探偵〜私はシャドウ（2011年） - 山下満男 役
- ATARU（2012年） - 安孫子哲 役
- 宮部みゆきミステリー パーフェクト・ブルー（2012年） - 御園雅人 役
- TAKE FIVE〜俺たちは愛を盗めるか〜（2013年） - 笹原徹 役
- 放課後グルーヴ（2013年） - 南雲誠一 役
- 確証〜警視庁捜査3課 第10話「女子高生スリ集団の危険なゲーム! 盗まれた企業秘密−父と娘の絆を取り戻せ!」（2013年6月17日） - 槙原和重 役
- 名もなき毒（2013年） - 卯月勝利 役
- S -最後の警官-（2014年） - 天城光 役
- 東京スカーレット〜警視庁NS係（2014年7月15日 - 9月9日） - 堀徳美 役
- 女はそれを許さない 第4話（2014年11月11日） - 裁判長 役
- REPLAY & DESTROY（2015年） - 秋尾秋好 役
- 三つの月（2015年） - 小坂幸一 役
- 最強のオヤコ（2016年） - 安達 役
- 神の舌を持つ男 第1話「殺しは蛍が見ていた」（2016年7月8日） - 高藤茂 役
- 死幣-DEATH CASH-（2016年） - 高山潔 役
- IQ246〜華麗なる事件簿〜 第9話「マリア・T 死後に犯す完全犯罪」（2016年12月11日） - 毛利一 役
- しあわせの記憶（2017年） - 尾方正志 役[10]
- 名奉行!遠山の金四郎（2017年 - ） - 水野忠邦 役
- コウノドリ（2017年） - 久松一豊 役
- 俺の家の話 第九話「ぜあっ! 家族パワーで奇跡を呼ぶぜ!!」（2021年3月19日） - 観山流・門弟 役
- スロウトレイン（2024年1月2日）[11]
- 月曜ミステリー劇場→月曜ゴールデン→月曜名作劇場
  - ざこ検事 潮貞志の事件簿（2002年 - 2005年） - 北里誠 役
  - 陰の季節4「失踪」（2002年10月28日） - 柴崎啓介 役
  - 湯の町コンサルタント1「松本・浅間温泉殺人事件」（2002年11月25日） - 柏原忠
  - 追跡〜失踪人捜査官・石森新次郎（2008年1月28日） - 岩本政史 役
  - 駅弁刑事・神保徳之助3（2009年5月4日） - 島内義明 役
  - 弁護士 一之瀬凛子3（2010年12月6日） - 斉藤雄三 役
  - 制服捜査 - 橋爪大吉 役
    - 制服捜査1（2013年8月12日）
    - 制服捜査2（2016年2月1日）
    - 制服捜査3（2016年8月22日）

  - 捜査指揮官 水城さや2（2014年1月6日） - 木島俊夫 役
  - 鑑識捜査官 亀田乃武夫の臨場ファイル（2017年8月7日） - 小川允人 役
  - 今野敏サスペンス 隠蔽捜査〜去就〜（2019年3月11日） - 弓削篤郎 役

#### フジテレビ
- こいまち（1999年） - 今藤課長 役
- やまとなでしこ (テレビドラマ)（2000年） - 合コン相手馬主・秋元 役
- 顔（2003年） - 阿部刑事 役
- 拝啓、父上様（2007年）
- 逃亡者 木島丈一郎（2005年）
- 仕掛人・藤枝梅安（2006年） - 小村万衛門 役
- 風のガーデン（2008年） - 塚田誠 役
- 潮風の診療所〜岬のドクター奮戦記〜（2010年） - 北島勝彦 役
- 愛はみえる〜全盲夫婦に宿った小さな命（2010年） - 金田敦志 役
- 天使の代理人（2010年） - 室井幸三 役
- スクール!!（2011年） - 須藤副校長 役
- チーム・バチスタ3 アリアドネの弾丸（2011年） - 中野貴弘 役
- それでも、生きてゆく（2011年）
- 蜜の味〜A Taste Of Honey〜（2011年）
- 鍵のかかった部屋（2012年） - 岩切新一 役
- 東野圭吾ミステリーズ（2012年） - 安部孝三 役
- ゴーイング マイ ホーム（2012年） - 周東 役
- TOKYOエアポート〜東京空港管制保安部〜（2012年） - 斉藤誠 役
- ラストホープ（2013年） - 倉本茂 役
- 鴨、京都へ行く。-老舗旅館の女将日記-（2013年） - 稲川純一 役
- 問題のあるレストラン（2015年） - 寺川草輔 役
- 恋愛あるある。（2015年） - 小澤 役
- HEAT（2015年） - 石沢聡 役
- 民衆の敵〜世の中、おかしくないですか!?〜 - 井上新一郎 役
  - 第7話「市長はお前じゃない、この私 一発逆転の大勝負!」（2017年12月4日）
  - 第8話「これが政治!? ドンの逆襲!! やられたらやり返す」（2017年12月11日）
  - 第9話「絶体絶命!? 民衆の敵はお前だ!」（2017年12月18日）
  - 最終話「緊迫の12分間! 暴かれる裏切り者の正体」（2017年12月25日）
- アンサング・シンデレラ病院薬剤師の処方箋 第4話「薬剤師が患者を救う事だってできる」（2020年8月6日） - 羽倉秀一 役
- 彼女はキレイだった（2021年） - 佐藤豊 役[12]
- この素晴らしき世界（2023年） - 桐山専務 役
- いちばんすきな花（2023年） - 小野寺学 役
- 心はロンリー気持ちは「…」FINAL（2024年） - 高松寛治 役[13]
- アイシー〜瞬間記憶捜査・柊班〜（2025年） - 赤松紳一 役[14]
- 世にも奇妙な物語
  - ミッドナイトDJ（1996年） - 山本ディレクター 役
- 金曜エンタテイメント
  - 浅見光彦シリーズ7（1998年） - 石井警部補 役
  - 浅見光彦シリーズ13（2001年） - 花田警部補 役
  - 音の犯罪捜査官・響奈津子6（2003年） - 瀧川和人 役
- 金曜プレステージ
  - 浅見光彦シリーズ38（2010年） - 吉北祐太郎 役
  - 名司会者・寿鶴子 殺人スピーチ4（2008年） - 山崎繁則 役
  - 十津川刑事の肖像6（2012年） - 小野寺一郎 役

#### テレビ朝日
- スカイハイ2（2004年）
- 相棒
  - season2 第11話「秘書がやりました」（2004年1月7日） - 吉池昌夫 役
  - season3 第16話「人間爆弾」（2005年3月2日） - 塩塚玄  役
  - season6 第1話「複眼の法廷」（2007年10月24日） - 阿久津真 役
  - season15 - 山崎哲雄 役
    - 第13話「声なき者〜籠城」（2017年2月1日）
    - 第14話「声なき者〜突入」（2017年2月8日）

  - season20 第6話「マイルール」（2021年11月17日） - 福山光一郎 役
- おみやさん 第6シリーズ 第12話「千年のトリック！源氏物語に隠された殺意の香り」（2004年） - 坂野法彦 役
- モップガール（2007年） - 草場秋雄 役
- ゴンゾウ 伝説の刑事（2008年7月2日 - 9月10日） - 岸章太郎 役
- 新・京都迷宮案内（2008年） - 伊藤光一 役
- 落日燃ゆ（2009年） - 武藤章 役
- メイド刑事（2009年） - 新谷満 役
- 刑事一代 平塚八兵衛の昭和事件史（2009年） - 佐藤吉蔵 役
- 女刑事・音道貴子〜凍える牙（2010年） - 八代刑事 役
- 853〜刑事・加茂伸之介（2010年1月14日 - 3月11日） - 浜育実 役
- ハガネの女（2010年） - 野元賢一 役
- 警視庁捜査一課9係
  - 新・警視庁捜査一課9係 season2 第4話「死者からのメール」（2010年7月21日） - 渡辺庸平 役
  - 警視庁捜査一課9係 season8 第5話「殺人生原稿」（2013年8月7日） - 貴島悟 役
- 警視庁継続捜査班（2010年7月22日 - 9月9日） - 山岸徹 役
- ホンボシ〜心理特捜事件簿〜 第3話「VS表情が読めない救命医!! キスした遺体の謎」（2011年2月3日） - 駒田幹夫 役
- 遺留捜査（2011年） - 高村刑事 役
- 必殺仕事人2012（2012年）
- 刑事魂（2012年） - 本山俊男 役
- 灰色の虹（2012年） - 江木治史 役
- TEAM -警視庁特別犯罪捜査本部- 最終話「殺人を見ていた婚約指輪」（2014年6月11日） - 稲葉司 役
- 出入禁止の女〜事件記者クロガネ〜（2015年） - 右田泰介 役
- 迷宮捜査（2015年） - 大島邦明 役
- ゴールドウーマン（2016年） - 安原由雄 役
- 刑事7人 Season2（2016年） - 赤石貴志 役
- 模倣犯（2016年） - 丸山刑事  役
- 豆腐プロレス（2017年） - ウロボロス（宮脇）洋平 役[15]
- 黒革の手帖（2017年） - 藤岡彰一 役
- パディントン発4時50分（2018年） - 上西警部 役
- CHIEF〜警視庁IR分析室〜（2018年） - 長峰卓也 役
- ハゲタカ - 中尾武 役
  - 第4話「史上最大の買収劇…社員1万人!! リストラを阻止せよ」（2018年8月9日）
  - 第5話「腐った社長を買い叩け! 990円の逆転宣告!!」（2018年8月16日）
  - 第6話「VS.ハイエナ 総理の秘密を買う!?」（2018年8月23日）
- リーガルV〜元弁護士・小鳥遊翔子〜 第2話「女性役員パワハラ裁判3億円!? 録音データに勝つ!」（2018年10月18日） - 大垣史郎 役
- 科捜研の女 season19 第19話「刑事部長の憂鬱」（2019年11月7日） - 平野頼通 役
- ケイジとケンジ〜所轄と地検の24時〜（2020年1月16日 - 3月12日） - 桂二郎 役
- それでも愛を誓いますか?（2021年10月2日 - 12月12日、朝日放送） - 滝中河五郎 役
- 監察の一条さん（2022年6月29日） - 大木康晴 役
- 無用庵隠居修行（BS朝日） - 木下彦右衛門 役
  - 無用庵隠居修行6（2022年9月20日）
  - 無用庵隠居修行8（2024年9月23日）
- シッコウ!!〜犬と私と執行官〜（2023年7月4日 - 9月12日） - 間々田稔 役[16]
- 土曜ワイド劇場
  - 殺意の八丈島海流（1991年8月24日） - 久保田刑事 役
  - 火災調査官・紅蓮次郎1（2003年1月25日） - 桃井雄介 役
  - 検事・朝日奈耀子2（2004年9月25日） - 松野吾郎 役
  - 獣医・いかり七緒の殺人診断（2007年10月27日） - 濱田徳造 役
  - おかしな刑事8（2011年） - 景山幹久 役
  - 終着駅シリーズ
    - 終着駅シリーズ26「殺意の奔流」（2012年10月27日） - 渡辺正雄 役
    - 終着駅シリーズ34「荒野の証明」（2019年1月27日） - 浅野彰次 役（「日曜プライム」枠で放送）

  - 東京駅お忘れ物預り所6（2013年6月29日） - 正岡和也 役
  - ホゴカン 熱血保護司・村雨晃司の事件簿（2013年8月31日） - 金森進吾 役
  - 冤罪死刑（2013年） - 小藤卓 役
  - 京都南署鑑識ファイル8（2014年6月14日） - 氏家智己 役
  - 終着駅の牛尾刑事VS事件記者・冴子14（2014年12月27日） - 谷口刑事 役
  - 西村京太郎トラベルミステリー
    - 西村京太郎トラベルミステリー65（2016年2月6日） - 片桐真司 役
    - 西村京太郎トラベルミステリー ファイナル（2022年12月29日） - 若林勇作 役

  - おみやさん スペシャル第1弾・第2弾（2016年） - 柳原長太郎 役
- 日曜プライム
  - 私は代行屋!5 事件推理請負人（2020年3月22日） - 高橋元樹 役

#### テレビ東京
- ワカコ酒 （2015年） - 熊さん 役
- 徳山大五郎を誰が殺したか?（2016年） - 矢代刑事 役
- 夕映え天使（2017年） - 平井武雄 役
- テミスの剣（2017年） - 杉江警部 役
- 噂の女 第6話「クラブのママで政治家愛人の噂の女!?」（2018年5月26日、BSジャパン） - 久住社長 役
- よつば銀行 原島浩美がモノ申す!〜この女に賭けろ〜 第3話「銀行員VS女ハゲタカ 3日で5500万集めろ」（2019年2月4日） - 丹波郁雄 役
- きのう何食べた? 第8話「鮭と卵のちらし寿司」（2019年5月24日） - 本田鉄郎 役
- ミリオンジョー（2019年10月9日 - 12月25日） - 橋爪文彦 役
- 女と愛とミステリー
  - パートタイム探偵1（2002年） - 渋沢隆一 役
  - 監察医・篠宮葉月 死体は語る3（2003年） - 杉山隆夫 役
- 水曜ミステリー9
  - ドクター・ヨシカの犯罪カルテ2（2007年） - 高橋医師 役
  - 立証〜離婚弁護士 香月佳美（2013年） - 宮沢修二 役
  - 黒星警部の密室捜査（2015年） - 岩城純一 役
- 家、ついて行ってイイですか？ 第3話（2021年8月28日） - 村松勝彦 役
- 絶メシロード Season2 第7話（2022年） - 杉山茂 役
- 私の死体を探してください。 第2話・第4話（2024年9月11日・25日） - 佐々木信夫 役[17]
- ウイングマン（2024年10月23日 - ） - 総理大臣 役[18]

#### WOWOW
- 幻夜（2010年） - 小谷信二 役
- 造花の蜜（2011年） - 船山刑事 役
- ヒトリシズカ（2012年） - 森園管理官 役
- 天の方舟（2012年） - 尾関常務 役
- 社長室の冬（2017年） - 望月澄夫 役
- 沈黙法廷（2017年） - 北島徹也 役
- 監査役野崎修平（2018年） - 森島博 役
- 竹内涼真の撮休 第2話（2020年）
- いりびと-異邦人-（2021年） - 篁智昭 役
- 完全無罪（2024年） - 中垣内 役[19]
- 殺した夫が帰ってきました（2025年） - 西垣秀雄 役[20]

### ウェブドラマ
- 雨に叫べば（2021年12月16日、Amazonプライムビデオ） - 三田村種蔵 役[21]
- 新聞記者（2022年1月13日配信、Netflix）- 中村 役

### 映画
- トカレフ（1994年） - ミチルの父親 役
- マークスの山（1995年） - 浅野剛 役
- ゴジラvsデストロイア（1995年） - 海底トンネル現場主任 役[2]
- トキワ荘の青春（1996年） - C出版社・編集者 役
- 鉄塔 武蔵野線（1997年） - 環晴男 役
- マルタイの女（1997年） - 刑事 役
- 卓球温泉（1998年） - 内藤ディレクター 役
- のど自慢（1999年） - 「サン・トワ・マミー」の橋本君
- 39 刑法第三十九条（1999年） - 館林刑事 役
- 黒い家（1999年） - 大迫外務次長 役
- ビッグ・ショー! ハワイに唄えば（1999年） - 島田 役
- クロスファイア（2000年）
- ひとりね（2002年）
- トリック劇場版（2002年） - 佐平二 役
- 黄昏流星群　同窓会星団（2002年） - 熊谷医師 役
- 模倣犯（2002年） - 谷村 役
- ジャンプ（2003年）
- 蛇イチゴ（2003年）
- 海猫（2004年） - 武藤 役
- スウィングガールズ（2004年）
- 東京原発（2004年） - 石川局長 役
- 奇談（2005年）
- 東京ゾンビ（2005年） - ハヤシ先生 役
- フラガール（2006年） - 若松浩司 役
- 神の左手 悪魔の右手（2006年） - ゴロウ 役
- アルゼンチンババア（2007年） - 大木戸哲 役
- 富江VS富江（2007年）
- 0からの風（2007年） - 岡野隆一 役
- パッチギ! LOVE&PEACE（2007年）
- ハッピーフライト（2008年） - 清水利郎 役
- デトロイト・メタル・シティ（2008年） - 根岸一則 役
- スープ・オペラ（2010年） - 石橋教授 役
- SP THE MOTION PICTURE「野望篇」（2010年）
- マイ・バック・ページ（2011年） - 小林編集長 役
- ロボジー（2012年）
- 麒麟の翼 〜劇場版・新参者〜（2012年）
- 僕達急行 A列車で行こう（2012年）
- HOME 愛しの座敷わらし（2012年）
- 臨場・劇場版（2012年）
- 希望の国（2012年）
- EDEN（2012年）
- すーちゃん まいちゃん さわ子さん（2013年3月2日）
- プラチナデータ （2013年3月16日）
- サンゴレンジャー（2013年6月15日） - 中山一平 役
- 藁の楯 （2013年4月26日）
- WOOD JOB! 〜神去なあなあ日常〜（2014年） - 平野勇気の父 役
- 幕末高校生（2014年7月26日、東映）
- 劇場版 幼獣マメシバ 望郷篇（2014年9月20日）
- おかあさんの木（2015年6月6日） - 大野 役
- ラブ&ピース（2015年6月27日、アスミック・エース）
- S -最後の警官- 奪還 RECOVERY OF OUR FUTURE（2015年8月29日） - 天城光 役
- 64（ロクヨン）（2016年） - 石井課長 役
- シマウマ（2016年5月21日）
- 太陽の蓋（2016年7月16日） - 枝野幸男 役[22]
- 疾風ロンド（2016年11月26日） - 高速バスの運転手
- 相棒 -劇場版IV- 首都クライシス 人質は50万人! 特命係 最後の決断（2017年） - 山崎哲雄 役
- サバイバルファミリー（2017年）
- 笑う招き猫（2017年）
- ダブルミンツ（2017年）
- 飢えたライオン（2018年9月15日） - 近藤哲也 役
- ジャンクション29（2019年） - 飯田 役
- おちをつけなんせ（2019年10月2日）[23]
- 星屑の町（2020年2月21日東北4県先行上映、3月6日全国公開、東映ビデオ） - 山田英二 役
- FUNNY BUNNY（2021年4月29日、FUNNY BUNNY製作委員会） - 西門静男 役[24]
- ヒノマルソウル〜舞台裏の英雄たち〜（2021年6月18日）
- Ribbon（2022年2月25日） - ヒロイン浅川いつか（のん）の父親役
- 愛のこむらがえり（2023年6月23日） - 佐藤香織の父 役[25]
- SEE HEAR LOVE 〜見えなくても聞こえなくても愛してる〜（2023年配信予定） - マンガの出版社の社長 役[26]
- 高野豆腐店の春（2023年8月18日） -  鈴木一歩 役[27]
- アントニオ猪木をさがして（2023年10月6日）
- おまえの罪を自白しろ（2023年10月20日）[28]
- 義父養父（2023年12月15日）[29]
- 湖の女たち（2024年5月17日）[30][31]
- 怨泊 ONPAKU（2024年7月19日）[32]

### 舞台
- 『星屑の町』シリーズ（1994年 - 2008年）
- 『ある晴れた日の自衛隊』シリーズ（1994年 - 1999年）
- サイレント・ヒート
- ホームレス・ハート
- 居残り佐平次
- 大川わたり
- 火焔太鼓
- セパレート・テーブル
- 満月 - 平成親馬鹿物語
- うそつき弥次郎（2007年）
- ハルナガニ（2014年） - 西沢 役
- 満月〜平成親馬鹿物語〜（2024年）[33]

### CM
- スリムビューティハウス
- 明治生命
- ハウス食品 ハウスシチュー
- 三井のリハウス
- キリンビール 一番搾り
- P&G ファブリーズ

### その他
- JUJU「東京」 - MV出演。父親 役[34]
- 秘密のケンミンSHOW極（2023年９月21日、読売テレビ）